# Steve Rothery

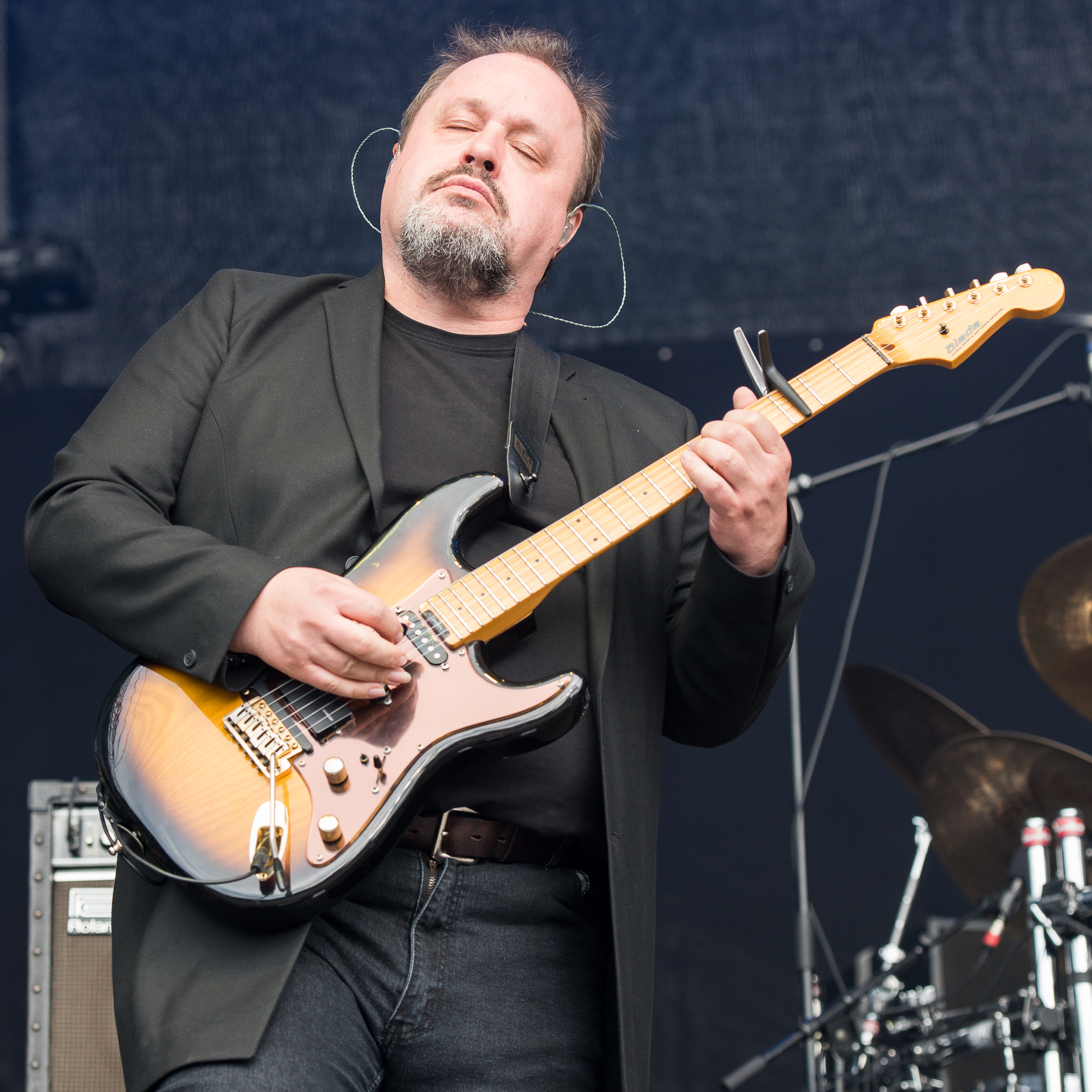
Steve Rothery (2016)

Steven „Steve“ Rothery (* 25. November 1959 in Brampton, West Riding of Yorkshire) ist der Gitarrist der englischen Neo-Prog-Gruppe Marillion.

## Biografie
Seit seinem 15. Lebensjahr spielt Rothery Gitarre. 1979 wurde er durch eine Anzeige in einer englischen Musikzeitschrift auf eine Band mit dem Namen Silmarillion aufmerksam, die einen Gitarristen suchte. Nach einem erfolgreichen Vorspiel am 19. August 1979 wurde Rothery Mitglied der Band. Seit diesem Zeitpunkt konzentrierte er sich mehr auf Melodie, Komposition und Stimmung eines Liedes als auf Spieltechnik.
Steve Rothery ist das einzige in der Band verbliebene Gründungsmitglied von Marillion. Neben seiner Arbeit bei Marillion gründete er das Soloprojekt The Wishing Tree und veröffentlichte die Alben Carnival of Souls und Ostara.
Seit einigen Jahren spielt Rothery mit Peter Trewavas und Steve Hogarth von Marillion unter dem Namen Los Trios Marillos vereinzelte Akustik-Konzerte in kleinem Rahmen, auf denen im Wesentlichen Marillion-Songs gespielt werden.
Rothery hat zwei Kinder.

## Stil

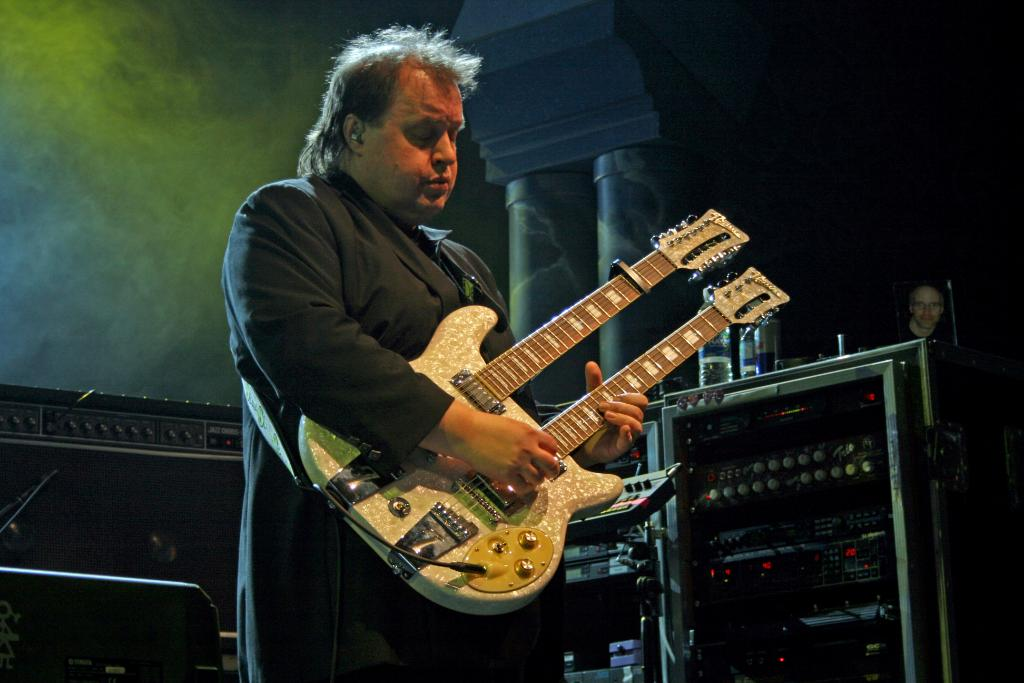
Steve Rothery (2005)

Steve Rotherys Stil wird von vielen Fans durch die verzerrte und mit viel Sustain angereicherte Stratocaster als der typische Marillion-Sound angesehen. Sein Gitarrenspiel wird maßgeblich von David Gilmours Spiel beeinflusst. Wie Gilmour legt Rothery größeren Wert auf die einzelne Note als auf extensives schnelles Spiel und andere technische Feinheiten. Weiterhin nannte Rothery in verschiedenen Interviews Jeff Beck, Larry Carlton, Andy Latimer sowie Steve Hackett als seine weiteren Vorbilder.

## Diskografie

### Marillion
alle bisherigen Veröffentlichungen:
- Script for a Jester’s Tear (1983)
- Fugazi (1984)
- Misplaced Childhood (1985)
- Clutching at Straws (1987)
- Seasons End (1989)
- Holidays in Eden (1991)
- Brave (1994)
- Afraid of Sunlight (1995)
- This Strange Engine (1997)
- Radiation (1998)
- Marillion.com (1999)
- Anoraknophobia (2001)
- Marbles (2004)
- Somewhere Else (2007)
- Happiness Is the Road (2008)
- Less Is More (2009)
- Sounds That Can’t Be Made (2012)
- F.E.A.R - Fuck everyone and Run (2016)
- An Hour Before It's Dark (2022)

### The Wishing Tree
- Carnival of Souls (1996)
- Ostara (2009)

### Solo
- Live in Rome (August 2014)
- The Ghosts of Pripyat (September 2014)
- Live in Plovdiv (2014)

### Als Gastmusiker
bei RanestRane: 
- A Space Odyssey — Part One - Monolith (2013)
- Monolith in Roms — A Space Odyssey Live (2014)
- Starchild (2018)

bei Steve Hackett:
- Genesis Revisited II (2012)
- Genesis Revisited II Selection (2013)
- Genesis Revisited: Live At Hammersmith (2013)

Außerdem trat er bei der 2022er Tour von Tangerine Dream auf und wird im Booklet der The Sessions Box Set. United Kingdom & Ireland 2022 bei drei der dort enthaltenen langen Improvisationen auch als Mitkomponist genannt.